# Sonate K. 425
La sonate K. 425 (F.371/L.333) en sol majeur est une œuvre pour clavier du compositeur italien Domenico Scarlatti.

## Présentation
La sonate K. 425 en sol majeur est notée Allegro molto. La sonate est bâtie sur deux cellules aux rythmes contradictoires, la seconde, sautillante, terminant chaque section avant une descente de doubles croches dans le grave.

## Manuscrits
Le manuscrit principal est le numéro 8 du volume X (Ms. 9781) de Venise (1752), copié pour Maria Barbara ; les autres sources manuscrites sont Parme XII 15 (Ms. A. G. 31417) et Münster II 32 (Sant Hs 3965). Une copie figure dans le manuscrit Ayerbe de Madrid (E-Mc, ms. 3-1408, no 18) et Lisbonne ms. FCR/194.1 (no 55).

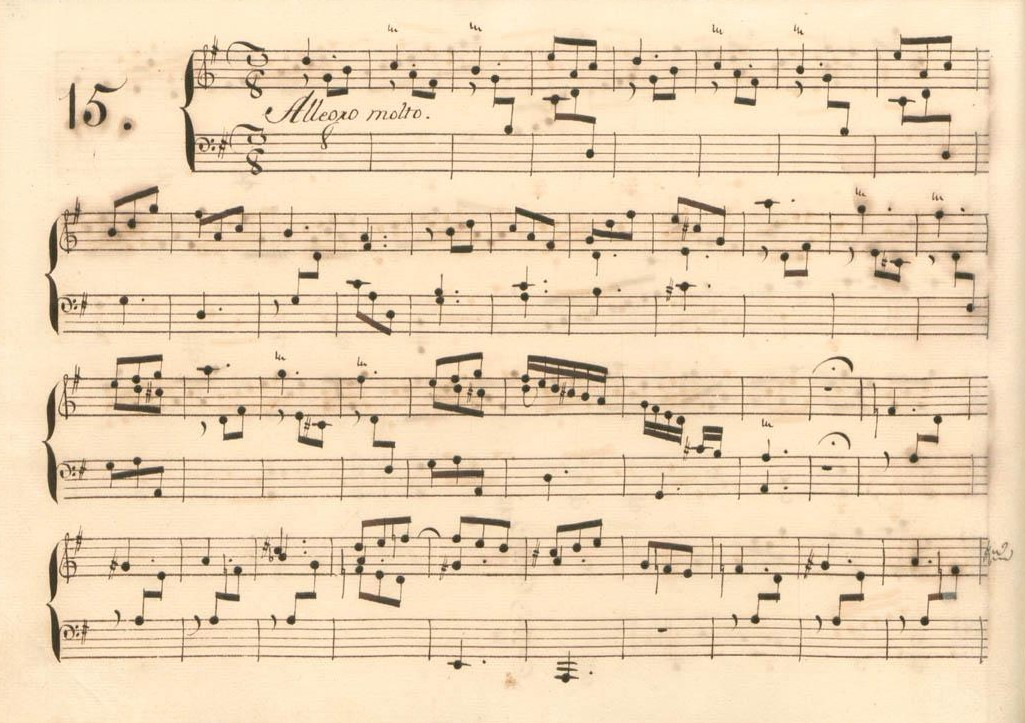
Parme XII 15.
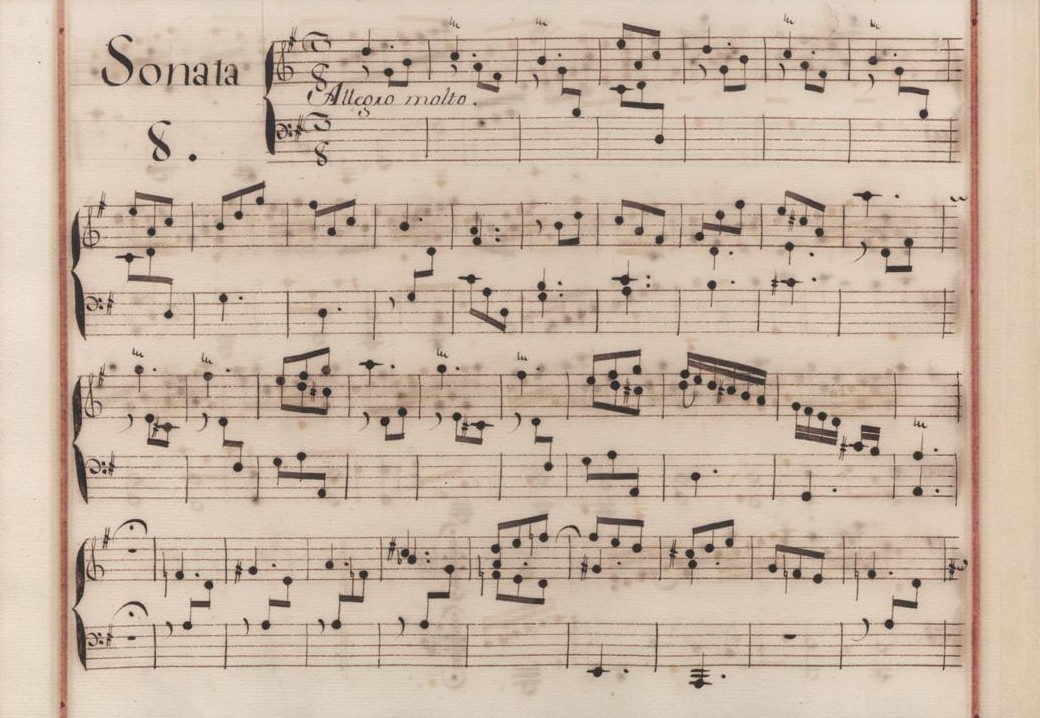
Venise X 8.
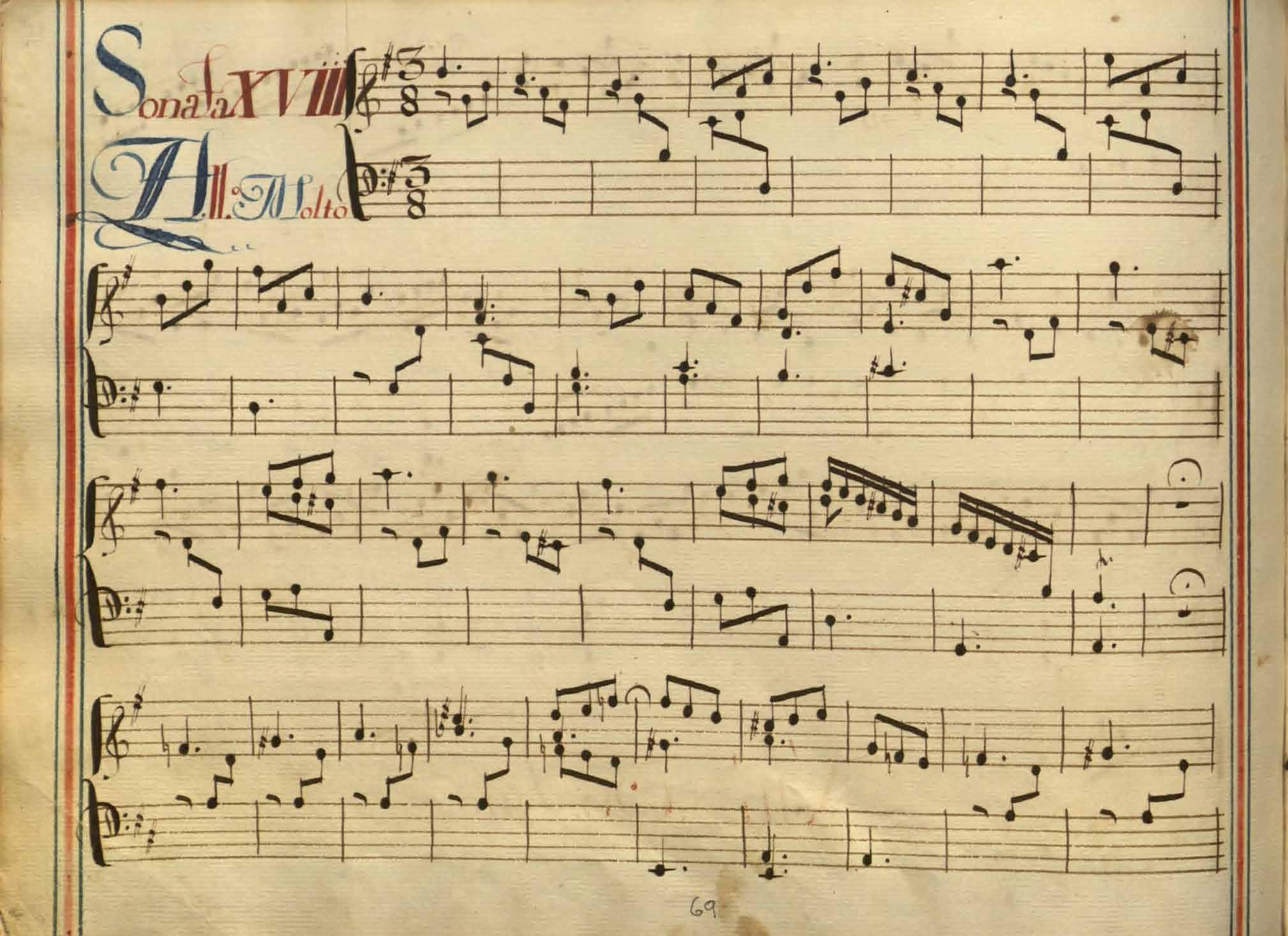
Madrid, 18.

## Interprètes
La sonate K. 425 est interprétée au piano, notamment par Maria Tipo (1987, EMI) Sergei Babayan (1995, Grand Piano), Fabio Grasso (2005, Accord), Gerda Struhal (2007, Naxos vol. 12), Anne Queffélec (2014, Mirare), Olivier Cavé (2015, Æon), Ievgueni Soudbine (2015, BIS), Carlo Grante (2016, Music & Arts, vol. 5), Margherita Torretta (2019, Academy Productions) et Andrea Molteni (2021, Piano Classics) ; au clavecin par Scott Ross (1985, Erato), Richard Lester (2003, Nimbus, vol. 4) et Pieter-Jan Belder (Brilliant Classics).

## Sources
: document utilisé comme source pour la rédaction de cet article.
- Ralph Kirkpatrick (trad. de l'anglais par Dennis Collins), Domenico Scarlatti, Paris, Lattès, coll. « Musique et Musiciens », 1982 (1re éd. 1953 (en)), 493 p. (OCLC 954954205, BNF 34689181).
- Alain de Chambure, « Domenico Scarlatti : Intégrale des sonates — Scott Ross », p. 208, Erato (2564-62092-2), 1985 (OCLC 891183737) .
- (es) Laura Cuervo Calvo, « El manuscrito Ayerbe : una fuente española de las sonatas de Domenico Scarlatti de mediados del siglo XVIII », Ad Parnassum, Ut Orpheus Edizioni, vol. 13, no 25,‎ avril 2015, p. 1–26 (ISSN 1722-3954, OCLC 1006521868, lire en ligne).
- (es) Celestino Yáñez Navarro (thèse), Nuevas aportaciones para el estudio de las sonatas de Domenico Scarlatti. Los manuscritos del Archivo de Música de las Catedrales de Zaragoza, Université autonome de Barcelone, 2016 (lire en ligne)